# 新●月
新●月（しんげつ）は、日本のプログレッシブ・ロックバンド。前身バンドであるHAL、セレナーデについてもここで記述する。

## 来歴

### 結成前夜
1970年、津田治彦が高校の同級生鎌田洋一と出会い、彼のバンド「ターンテーブルシステム」に加入。
1973年、日本大学芸術学部在学中であった花本彰がOUT OF CONTROLを結成。後にヴォーカルの募集に応じて北山真が加入。1975年頃に高津昌之、鈴木清生らが加入しバンド名をバーベキューと改める（後にセレナーデと改名）。
高校卒業後ターンテーブルシステムを脱退し、キャバレーの箱バンで活動していた津田は同時期青山学院大学に入学し、高橋直哉と出会いベラドンナを結成。その後鎌田洋一を招きHALを結成。

### 新月結成 - 活動休止
1976年、セレナーデの「殺意への船出パート2」に触発されたHAL、そしてベラドンナの津田治彦と高橋直哉が花本彰を引き抜き新月結成。その後幾度かのメンバーチェンジを経て、1978年セレナーデから鈴木清生と北山真の両名が加入。
彼らのステージ上でのパフォーマンスは話題を呼び、『FOOL'S MATE』誌に盛んに掲載され注目度が上昇。ビクター・レコード内のレーベル「ZEN」と契約を結んだ。かつて演劇を学んでいた北山は、衣装の早替わりや様々な小道具を用い、また彼の弁によれば「1に照明、2に舞台セット、3にPA、最後に演奏」であり、ステージでのパフォーマンスを非常に重視していたし、またそれが評価された。
1979年、アルバム『新月』でデビュー。この時点で2ndアルバムの構想が固まっていたが、プログレの衰退や資金難を理由に制作を断念。1980年には鈴木、高橋が脱退し、1981年に活動休止。

### 活動休止後
その後津田はPHONOGENIX、鈴木はタペストリーを結成。北山は文学バンドに参加した他、SNOWレーベルを設立し『動物界之智嚢』を発表するが後にクライマーに転向。高橋はサラリーマンになった。花本は映像作家の傍らPHONOGENIX、SNOWレーベルに参加。津田と花本は初期ASTURIASにも参加していた。
1994年、1stアルバム発売記念ライブの音源『赤い目の鏡:ライブ'79』が発売。1995年にはセレナーデのデモや新月のライブ音源、劇団インカ帝国への提供曲などをまとめた発掘音源集『科学の夜』が発売。
1998年、北山が音楽活動を再開し、北山真 with 新●月プロジェクト名義で『光るさざなみ』を発表。
2004年、赤い目の鏡と同日のライブの別テイクを収録した『Shingetsu Live 25.26 july 1979,ABC kaikan hall Tokyo』を発表。

### 活動再開 - 現在
2005年、BOX発売の企画が立ち上がり、幻の2ndアルバム『遠き星より』のレコーディングの為に当時のメンバーが揃い活動再開。
同年12月16日、CD5枚+DVD1枚+ブックレットを封入したBOX『新●月●全●史』を発表。
2006年4月、26年振りにライブが行われた。同年小久保隆率いるRINGのメンバーとHALのメンバーが集まりHAL&RINGを結成し、アルバム『ALCHEMY』を発表。鎌田洋一はこの時音信不通だったため参加していないが、後に連絡がとれライブにゲストとして参加した。
2007年、北山真が脱退。
2008年10月25日、北山真が「真○月」名義でデビューライヴ「約束の地」を行う。
2013年にライブ活動の再開が発表され、3月23日に「新●月プロジェクト」名義でライブが行われた。ゲストヴォーカルとして五十嵐久勝、A.m.u.が参加。
同年7月、鎌田洋一のプロデュースによるHALの2ndアルバム「KURSK」が発売。
2014年3月29日、CLUB CITTA'で行われた「ジャパニーズ・プログレッシヴ・ロック・フェス2014」に出演（共演：ノヴェラ2014、ムーン・ダンサー、ステラ・リー・ジョーンズ、ユカ&クロノシップ、難波弘之&センス・オブ・ワンダー）。
2015年8月、北山真 with 真○日名義のアルバム『冷凍睡眠/Cold Sleep』が発売。

## 音楽的特徴

### OUT OF CONTROL - セレナーデ
新月のレパートリーの内、津田が関わっていないものの多くはこの時期に原型が出来上がっている。新月の代表曲「鬼」も当時の楽曲「回帰〜鬼インスト（原題：回帰-パート2）」のメロトロンフルート部分から作られた。
新月に比べるとビートルズやプロコル・ハルム等の影響からかサイケデリック・ロック色を前面に押し出している。またレゲエ、ファンク等の技法も時折用いられており、加入以前に観客として新月のライブを観た北山がこれを受けて「キャメルのようだ」と評している。

### ターンテーブルシステム - HAL&RING
HALは鎌田洋一のワンマンバンドの側面が強く、セレナーデと違い新月との音楽的な接点はほぼ無い。高橋直哉はこの頃の経験が新月で演奏する上での高度なインフラとなったと語る。

### 新月
プログレにありがちな技術に物を言わせた演奏よりも叙情性や演出に拘り（特に花本が「変拍子は難しくて弾けない」「速いパッセージが弾けないので一音のニュアンスで勝負」と発言している）、ピーター・ガブリエルの影響を強く受けたシアトリカルなライブパフォーマンスや、実際ジェネシスの曲も演奏していたことから「和製ジェネシス」と呼ばれた。アルバム発売記念のコンサートを観た当時のジェネシスのマネージャーは映像を絶賛している。
北山は「少女は帰れない」「パパといっしょに」等一部の楽曲を新月にそぐわないとして何度かレパートリーから外すことを求めており、『新●月●全●史』にも収録されていない（「パパといっしょに」は『科学の夜』、「少女は帰れない」は『赤い目の鏡』及び『Live 25.26 july 1979』にライブ音源が収録されている）。また「少女は帰れない」については促販テープも存在したがやはり未収録。

## エピソード
- 鎌田の後任のキーボーディストで、新月のサポートも務めた津田裕子は津田治彦の妹である[5]。
- 活動休止直前に、後にZELDAに加入する、当時女子高生だった小澤亜子をスカウトしている。小澤はその後『光るさざなみ』にも参加している。
- 美狂乱、マンドレイクと交流があった。特に阿久津徹はマンドレイク加入以前から親交があり、解散後は高津昌之のバンドに加入していた。新●月●全●史Disc5収録の「海にとけこんで」では彼がベースを弾いている。
- 北山真はフリークライミングに転向後、当時のトップクライマーの一角を占め、後にクライミング専門誌の編集者、日本フリークライミング協会の理事長（元）、日本人初の国際山岳連盟公認国際審判員となるなど活躍した。また、日本の全県に彼が開拓したクライミングルートがあり、「開拓王」の異名を持つ。

## メンバー
- HAL
  - 鎌田洋一:keyboards
  - 津田治彦:guitar
  - 桜井良行:bass
  - 高橋直哉:drums
- セレナーデ
  - 北山真:vocal
  - 花本彰:keyboards
  - 高津昌之:guitar
  - 鈴木清生:bass
  - 小松博吉:drums
- 新月
  - 北山真:vocal
  - 津田治彦:guitar
  - 高橋直哉:drums
  - 花本彰:keyboards
  - 鈴木清生:bass
- HAL&RING
  - 津田治彦:guitar
  - 桜井良行:bass
  - 高橋直哉:drums
  - 松本かよ:keyboards
  - 小久保隆:vocal,keyboards,percussion

## ディスコグラフィ
前身のバンドであるHAL、セレナーデの作品についても記載する。北山真作品については該当記事を参照。

### スタジオ・アルバム
- 新●月（1979年）
- ALCHEMY（HAL&RING、2006年)
- KURSK（HAL、2013年）
- 遠き星より（2015エディション）（2016年）

### ライブ・アルバム
- 赤い目の鏡:ライブ'79（1994年）
- Shingetsu Live 25.26 july 1979,ABC kaikan hall Tokyo（2004年）
- 完全再現新月コンサート1979（2016年）

### 発掘音源集
- 科学の夜 （セレナーデ〜新月 1995年)
- THE BEST OF ALBUM OUTTAKES 1976-1981（2016年）

### ボックスセット
- 新●月●全●史 （2005年）
  - DISC1 『新●月』
  - DISC2 『遠き星より』
  - DISC3 『OutTakes 1979-1980』
  - DISC4 『Archives』（HAL セレナーデ）
  - DISC5 『OTHER MATERIALS 1977-1999』（インカなど 新月 その他のセッション）
  - DISC6 (DVD) 『PICTURES』